# ジャン＝ポール・ファン・ポッペル
ジャン＝ポール・ファン・ポッペル（Jean-Paul van Poppel、1962年9月30日 - ）は、オランダ、ティルブルフ出身の元自転車競技（ロードレース）選手。

## 来歴
夫人のミリャム・メルヒェルス、子の長男ボワイ、長女キム、次男ダニーも自転車選手として活動。
1986年
- ティレーノ〜アドリアティコ 区間1勝(第4)
- ジロ・デ・イタリア 区間2勝(第2、13)

1987年
- ツール・ド・フランス
  -  ポイント賞
  - 区間2勝(第8、17)

1988年
- スヘルデプライス 優勝
- ツール・ド・フランス 区間4勝(第3、10、17、22)

1989年
- ジロ・デ・イタリア 区間2勝(第1、15a)
- フェーネンダール〜フェーネンダール 優勝

1991年
- ドーフィネ・リベレ 区間1勝(第2)
- ブエルタ・ア・エスパーニャ 区間4勝(第6、9、13、21)
- ツール・ド・フランス 区間1勝(第7)

1992年
- ブエルタ・ア・エスパーニャ 区間2勝(第3、5)
- ツール・ド・フランス 区間1勝(第10)

1993年
- ブエルタ・ア・エスパーニャ 区間2勝(第4、8)
- カタルーニャ一周 区間1勝(第2)

1994年
- ブエルタ・ア・エスパーニャ 区間1勝(第9)
- ツール・ド・フランス 区間1勝(第2)

1995年
- ル・グルプマンに移籍したが、6月27日に破産。その後の移籍先がみつからなかったため引退した。

2000年より指導者として活動。